# 10 Pułk Ułanów (Cesarstwo Niemieckie)

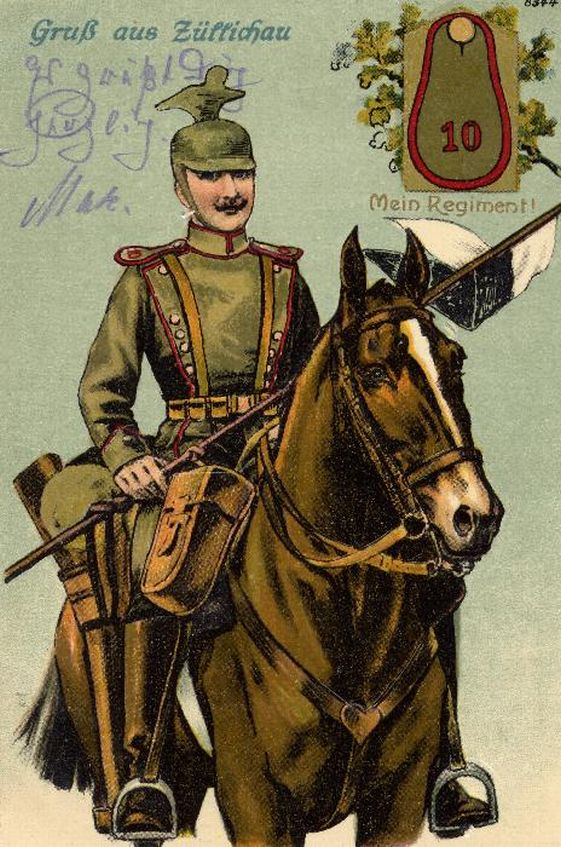

10 Pułk Ułanów im. Księcia Wirtembergii Augusta ( Poznański ) (niem. Ulanen-Regiment "Prinz August von Württemberg" (Posensches) Nr. 10) – oddział kawalerii Armii Cesarstwa Niemieckiego.

## Charakterystyka
Pułk sformowany został w 1860 r. w garnizonie Sulechów. Dwa szwadrony były detaszowane w Kargowej. Na przełomie 1863 r. i 1864 r., kiedy w Królestwie Kongresowym trwało powstanie styczniowe, oddział dozorował granicę prusko-rosyjską. Dwa lata później jednostka wzięła udział w wojnie siedmiotygodniowej, toczonej pomiędzy Królestwem Prus a Cesarstwem Austriackim. W latach 1870–1871 pułk walczył na wojnie z Francją. W okresie pokojowym oddział wchodził w skład 9 Dywizji.
Honorowym szefem pułku był generał August Wirtemberski.

 Wiosną 1914 był w strukturze 9 Brygady Kawalerii z 9 Dywizji Piechoty.
W wyniku mobilizacji, w sierpniu 1914 pułk osiągnął gotowość bojową i w składzie 9 Brygady Kawalerii z 5 Dywizji Kawalerii został wysłany na front zachodni.
Walki w I wojnie światowej jednostka rozpoczęła w składzie I Korpusu Kawalerii na froncie zachodnim. Po bitwie nad Marną oddział przetransportowany został na front wschodni, gdzie wszedł w skład 5 Dywizji Kawalerii. W latach 1917–1918 pułk pełnił służbę garnizonową w Warszawie. Na początku 1918 r. jednostka dyslokowana została do Francji. Po drugiej bitwie nad Marną pułk ponownie skierowany został na front wschodni. Zimą 1918 r. oddział skoncentrowany został w rejonie Tallinna, skąd powrócił do macierzystego garnizonu w Sulechowie. W następnym roku pułk walczył przeciwko powstańcom wielkopolskim.

## Dowódcy pułku
- mjr von Frankenberg-Ludwigsdorff
- płk Freiherr von Barnekow